# Arena Samcheok
Arena Samcheok – przeznaczona do koszykówki hala sportowa znajdująca się w mieście Samcheok, w Korei Południowej. W tej hali swoje mecze rozgrywa drużyna Samcheok BC. Hala została oddana do użytku w roku 1997, może pomieścić 1 065 widzów.